# 15736 Hamanasu
15736 Hamanasu este un asteroid din centura principală de asteroizi.

## Descriere
15736 Hamanasu este un asteroid din centura principală de asteroizi. A fost descoperit pe 08 decembrie 1990 la Kitami de Kin Endate și Kazuro Watanabe. Asteroidul prezintă o orbită caracterizată de o semiaxă mare de 2,46 ua, o excentricitate de 0,16 și o înclinație de 6,3° în raport cu ecliptica.